# Melaenornis annamarulae
El papamoscas liberiano (Melaenornis annamarulae) es una especie de ave paseriforme de la familia Muscicapidae endémica de África occidental. 

## Distribución y hábitat
El papamoscas liberiano vive únicamente en África occidental, localizado en las selvas de Costa de Marfil, Ghana, Guinea-Conakri, Liberia y Sierra Leona.
Su hábitat natural es el dosel de la selva tropical. La especie es muy dependiente de los bosques primarios con árboles altos y dosel denso. Su población probablemente está descendiendo rápidamente por la destrucción masiva de los bosques de tierras bajas de la región, y por eso se clasifica como especie vulnerable.